# Liste des telenovelas et séries de Antena 3

Logo de Antena 3.

Cet article présente la liste des telenovelas et séries de Antena 3 par année de 1990 à aujourd'hui.

## Années 1990

### 1990
- El orgullo de la huerta

### 1991
- Farmacia de guardia

### 1993
- Los ladrones van a la oficina
- Lleno, por favor

### 1994
- Canguros
- ¡Ay, Señor, Señor!
- Compuesta y sin novio
- Hermanos de leche

### 1995
- ¿Quién da la vez?
- Por fin solos
- Tres hijos para mí solo

### 1996
- Yo una mujer
- Que loca peluquería
- Menudo es mi padre
- Hospital
- Este es mi barrio
- La casa de los líos

### 1997
- Mamá quiere ser artista
- En plena forma

### 1998
- Manos a la obra
- Compañeros
- Ambiciones

### 1999
- Ada Madrina
- Condenadas a entenderse
- Nada es para siempre

## Années 2000

### 2000
- Abierto 24 horas / 24 Horas
- Policías, en el corazón de la calle
- Antivicio / Brigada Antivicio
- Un chupete para ella
- El marqués de Sotoancho

### 2001
- Dime que me quieres
- Dos + Una
- Ciudad Sur
- Papá

### 2002
- Un Paso Adelante / U.P.A.
- Padre Coraje

### 2003
- Código fuego
- Un lugar en el mundo
- El pantano
- Aquí no hay quien viva

### 2004
- Manolito Gafotas
- Casi perfectos
- Mis adorables vecinos
- La sopa boba
- El inquilino

### 2005
- Lobos
- El auténtico Rodrigo Leal
- El cuerpo del deseo
- A tortas con la vida
- Los hombres de Paco
- Pasión de gavilanes

### 2006
- Divinos
- Ellas y el sexo débil
- Manolo y Benito Corporeision

### 2007
- Círculo rojo
- El Internado
- Quart, el hombre de Roma
- La familia Mata
- El síndrome de Ulises
- Cafetería Manhattan
- C.L.A., No somos Ángeles
- El Zorro, la espada y la rosa

### 2008
- Futuro: 48 horas
- Yo soy el solitario
- Días sin Luz
- Física o química
- LEX
- Lalola
- 700 euros
- Impares
- Cazadores de hombres
- 20-N: los últimos días de Franco
- El castigo
- 18, la serie

### 2009
- 23-F: Historia de una traición
- Doctor Mateo
- Ell@s
- Una bala para el Rey
- Marisol
- La chica de ayer
- Somos cómplices
- Lola: la película
- 90-60-90
- Padres
- Un burka por el amor

## Années 2010

### 2010
- Los protegidos
- Adolfo Suárez, el presidente
- La piel azul
- El Gordo: una historia verdadera
- Karabudjan
- Gavilanes
- No soy como tú
- Raphael: una historia de superación personal
- La Princesa de Éboli
- Hispania, la leyenda

### 2011
- Bandolera
- Sofía
- El barco
- El secreto de Puente Viejo
- La reina del Sur
- Los Quién
- Gran Hotel
- Marco

### 2012
- Toledo
- Con el culo al aire
- Luna, el misterio de Calenda
- Imperium
- Historias robadas
- Fenómenos

### 2013
- Amar es para siempre
- Tormenta
- Vive cantando
- El Tiempo entre Costuras

### 2014
- Bienvenidos al Lolita
- El corazón del océano
- Velvet
- Rescatando a Sara
- Sin Identidad
- Cuéntame un cuento

### 2015
- Algo que celebrar
- Bajo sospecha
- Allí abajo
- Vis a vis
- Mar de plástico

### 2016
- Buscando el norte
- La embajada

### 2017
- Pulsaciones
- La Casa de Papel
- El Incidente
- Tiempos de guerra

### 2018
- Apaches
- Cuerpo de élite
- Fariña
- La catedral del mar
- Presunto Culpable

### 2019
- Matadero
- 45 revoluciones
- Pequeñas coincidencias
- Toy Boy

## Années 2020

### 2020
- Perdida

### Sources
- (es) Cet article est partiellement ou en totalité issu de l’article de Wikipédia en espagnol intitulé « Antena 3 » (voir la liste des auteurs).